# Blizzard Entertainment
A Blizzard Entertainment, az Activision Blizzard egy részlege, egy amerikai, videójátékokat fejlesztő és kiadó cég, melynek főépülete Kaliforniában található.
A Blizzard Entertainment olyan sikeres számítógépes játékok mögött áll, mint a Warcraft, StarCraft, Diablo sorozatok. A Blizzardra jellemző, hogy ritkábban adnak ki játékokat, vagy kiegészítő csomagokat, azonban azokat mindig hisztérikus várakozás előzi meg, és rendszerint hangos sikert aratnak. Jellemzően egy-egy játékot még a megjelenése után évekkel, vagy akár egy évtizeddel később is javítócsomaggal látnak el.[forrás?]
2007 decemberében a Vivendi Games bejelentette, hogy egyesülni fog az Activisionnel és az új neve Activision Blizzard lesz.